# Jožef Spendou
Jožef Spendou (Špendov), slovenski rimskokatoliški duhovnik, teološki pisatelj in reformator avstrijskega šolstva, * 24. januar 1757, Mošnje, † 16. januar 1840, Kirnberg an der Mank.

## Življenje in delo
Rodil se je očetu Antonu in materi Gertrudi (dekliški priimek ni znan). Obiskoval je osnovno šolo v Kranju, gimnazijo v Ljubljani ter od 1769-1773 na Dunaju, kamor ga je vzel k sebi brat Anton. Na Dunaju je končal študij filozofije, poslušal eno leto predavanja prava ter se nato odločil za študij bogoslovja. Po končanem študiju se je popolnoma posvetil katehezi. Leta 1791 je bil imenovan v dvorno komisijo kot član Študijskega konsenza za osnovno šolstvo. Od leta 1807 je bil vladni svetnik. V letih 1814−1816 je vodil in znatno dvignil pouk risanja na osnovnih šolah. Leta 1816 je kot višji šolski nadzornik stopil v pokoj, a bil hkrati imenovan za prošta dunajskega kapitlja. Kot univerzitetni kancler je leta 1828 promoviral Franceta Prešerna. Leta 1838 je bil odlikovan z viteškim križem avstrijskega cesarskega reda Leopolda. Naslednjega leta je odšel v Kirnberg an der Mank, kjer je tudi umrl.